# سحور (قرية)
سحور هي قرية حدودية تابعة لمديرية دمت في محافظة الضالع. وهي تتبع عزلة منقير وتعتبر آخر قراها. يبلغ تعدادها السكاني 448 نسمة وفق تعداد السكان لعام 2004.